# ТЭМ5
ТЭМ5 (тепловоз с электрической передачей, маневровый, тип 5) — советский 6-осный маневровый тепловоз.
Выпуская тепловозы ТЭМ2, Брянский машиностроительный завод с целью повышения экономичности одновременно вёл разработки по применению на этих тепловозах других дизель-генераторных установок. Ещё в 1966 году завод выполнил проект применения на тепловозе дизеля 6Д70 (8ЧН 24/27) мощностью 1200 л.с., тягового генератора ГП-319Б постоянного тока и тяговых электродвигателей ЭД-107. Затем был сделан новый вариант проекта с дизелем 3А-6Д49 (8ЧН 26/26), генератором ГП-319Б и тяговыми электродвигателями ЭД-107А; По этому проекту завод в 1971 году изготовил первый тепловоз, получивший обозначение ТЭМ5.
На тепловозе были применены тележки тепловоза ТЭ109, которые в дальнейшем использовались также на тепловозах 2ТЭ116 и 2ТЭ10В. Передаточное отношение редуктора принято 15:68=1:4,53. Колёсная база тепловоза по сравнению с тепловозом ТЭМ2 уменьшилась с 12800 до 12670 мм.
Дизель 3А-6Д49 четырёхтактный, восьмицилиндровый с газотурбинным наддувом и непосредственным впрыском топлива; цилиндры диаметром 260 мм расположены V-образно, ход поршней 260 мм. Номинальная мощность дизеля при частоте вращения вала 1000 об/мин 1200 л. с., расход топлива при номинальной мощности 150—162 г/(э.л.с.-ч), вес дизеля 9000 кг.
Генератор постоянного тока ГП-319Б с номинальной мощностью 780 кВт выполнен как восьмиполюсная машина с независимым возбуждением и самовентиляцией. Напряжение генератора 430/840 В, ток 1815/930 А, частота вращения якоря 1000 об/мин, вес генератора 4300 кг. Тяговые электродвигатели ЭД-107А на тепловозе ТЭМ5 имеют следующие номинальные параметры: мощность 112 кВт, напряжение 215 В, ток 605 А. Система возбуждения тягового генератора — аппаратная (на магнитных амплистатах) как на тепловозах ТЭ10, М62.
Тяговые электродвигатели, помимо полного возбуждения, могут работать при 48 и 25 % возбуждения. На тепловозе ТЭМ5 установлен двухмашинный агрегат А-708, состоящий из возбудителя В-607 и одинаковым с тепловозом ТЭМ2 вспомогательным генератором МВГ-25/11, синхронный генератор ВС-652, аккумуляторная батарея 32ТН-450. Для подачи сжатого воздуха установлен компрессор КТ-7.
Сила тяги тепловоза при продолжительном режиме 21000 кгс при скорости 11,5 км/ч. Конструкционная скорость 100 км/ч. Служебный вес тепловоза 126 т, запас топлива 5440 кг, песка 2000 кг, воды 600 кг и масла 400 кг.
Тепловоз № 002 в 1970 году испытывался ВНИТИ. Тепловоз № 013 в апреле — сентябре 1974 года прошёл тягово-теплотехнические испытания на экспериментальном кольце ЦНИИ МПС. Эти испытания показали, что расход топлива на номинальной мощности составил 165 г/(э.л.с.-ч), к.п.д. генератора ГП-319Б ниже на 2-3 % к.п.д. генератора ТЭМ2, а расход энергии на собственные нужды значительно больше, чем у ТЭМ2. Отмечено, что дизель 3А-6Д49 недостаточно устойчиво работает на холостом ходу, а при переходе с холостого хода к номинальному режиму появляется дымный выхлоп.